# Thermobia
Thermobia és un gènere primitiu d'insectes zigentoms de la família Lepismatidae. Amb diferència, el membre més conegut del gènere és l'insecte de foc (Thermobia domestica) que, generalment, es troba en llocs càlids d'interior com cuines, forns, fleques, suportant de vegades temperatures impensables.

## Taxonomia
El gènere Thermobia inclous cinc espècies:
- Thermobia aegyptiaca (Lucas, 1840)
- Thermobia domestica (Packard, 1873)
- Thermobia infelix Silvestri, 1907
- Thermobia nebulosa Irish, 1988
- Thermobia vallaris Irish, 1988